# Ribera de Tarerac
La Ribera de Tarerac, també anomenada Ribera d'Otra, és un curs d'aigua de règim torrencial de la comarca del Conflent, a la Catalunya del Nord, d'orientació bàsicament nord-oest - sud-est. Es forma per l'aportació de tot de recs i còrrecs procedents de les serres que delimiten la coma on es troba la població de Tarerac: Rec del Ca, que hi aporta el Rec de l'Hort d'en Bito, el Rec del Naudet, la Tarerassa, el Rec de les Vinyes, el Rec d'Allà i el Rec del Bosc, que s'ajunten a prop a l'est-sud-est del poble de Tarerac.
D'aquell lloc davalla em direcció sud-est, passa a llevant del Mas Bonacasa, i arriba a ponent del Serrat Blanc, on comença a fer de termenal entre Tarerac i Rodès. Deixa a llevant tota la zona de Ropidera, amb l'església, ara en ruïnes, de Sant Feliu de Ropidera, va a cercar el vessant oest de la Cogulera, deixa enrere la Coma d'Otrera i s'aboca en la Tet just en el moment que toca el terme comunal de Vinçà, a l'embassament que duu el nom d'aquesta població.
Rep el nom de la principal població prop de la qual es forma i discorre en el seu primer tram.